# Symphodus melops
 Symphodus melops ) é uma espécie de peixe da família Labridae, nativa do Oceano Atlântico oriental, da Noruega até Marrocos e também sendo parte da fauna marinha dos Açores. É encontrato também no Mar Mediterrâneo e no Mar Adriático.
Seu status de conservação é considerado pouco preocupante.

## Descrição
Este bodião pode atingir 30 cm de comprimento.
A sua cor varia entre o verde amarelado ou azulado e o castanho avermelhado. Apresenta uma mancha escura na parte inferior do pedúnculo caudal.

## Hábitos
Constrói o ninho com algas castanhas na Primavera.
Habita em águas costeiras pouco profundas, sobre fundos de pedra.
Alimenta-se de briozoários, moluscos e crustáceos.